# ラグビー・フットボール・ユニオン
ラグビー・フットボール・ユニオン (Rugby Football Union) は、イングランドのラグビーユニオンを統括する競技運営団体。略称はRUまたはRFU。イングランドラグビー協会と称されることもある。

## 協会概要
1886年に国際ラグビーフットボール評議会（International Rugby Football Board; 略称IRFB、現在のワールドラグビー）が設立される前は、ラグビーユニオンの国際統括団体でもあった。このため、設立当初から「イングランド」の名称を組織名に使ってこなかった。
イングランド国内のラグビーユニオンの管理と運営、イングランド代表チームの国際試合の開催のほか、選手と審判・役員の育成を行う。
ロンドンのトゥイッケナム・スタジアムを本拠地としている。加盟クラブ数は2,000以上、登録者は250万人以上いる。

## 歴史
1863年に設立されたフットボール・アソシエーション (Football Association; FA) を脱退したクラブにより、1871年に設立された。
1890年、国際ラグビーフットボール評議会（現: ワールドラグビー）に加盟。
1895年、北部でラグビー・フットボール・ユニオンからの分裂が起き、ノーザン・ラグビー・フットボール・ユニオン（現: ラグビー・フットボール・リーグ）が発足された。

## イングランド代表応援歌に関する議論
イングランド代表応援歌として、『Swing Low, Sweet Chariot（スウィング・ロウ、スウィート・チャリオット、「静かに揺れろ、愛しの戦車よ」という意味）』がある。ワールドカップや様々な国際試合において、観客が試合会場で歌う。また、ハーフタイムで運営側が企画して歌われることもある。
しかし2020年6月、ジョージ・フロイドの死をきっかけに始まったブラック・ライブズ・マター運動（Black Lives Matter）の高まりに対応して、イングランド代表応援歌として試合会場などで歌われていた『Swing Low, Sweet Chariot』に対し、応援歌としての使用を禁止することを検討していると、RFUは発表した。この発表に対して、後述のような議論を呼んだが、2024年10月現在でも禁止にはなっていない。

### 歌われてきた経緯
曲自体は20世紀はじめからよく知られたもので、応援歌となる前にも多くのミュージシャンによってリリースされている。
1981年公開の映画『炎のランナー（原題：Chariots of Fire）』にちなみ、俊足で活躍する黒人ウィング選手マーティン・オファイア（Martin Offiah）に、「Chariots（チャリオッツ）」というニックネームがついた。チャリオットとは、馬で引く古代の戦車のこと。 後に、マーティン・オフィアは元バーバリアンズでラグビーリーグ殿堂入りした。
1987年、トゥイッケナム・スタジアムで行われた13人制ラグビーリーグの試合で、オフィアが出場する試合中に、『Swing Low, Sweet Chariot』が歌われた。オフィアのニックネーム「Chariots」にちなんだ出来事だと、イギリス公共放送BBCは推察している。
ラグビーユニオン（15人制ラグビー）の国際試合においては、1988年3月19日にトゥイッケナム・スタジアムで行われたアイルランド戦において、イングランドサポーターたちが『Swing Low, Sweet Chariot』を試合中に歌いだした。試合は、イングランド代表が劇的逆転勝利。以後、イングランド代表応援歌として定着し、イングランド代表のテストマッチなどで歌われている。
ワールドカップ1991では、イングランド代表のテーマ曲となり、「Union featuring the England World Cup Squad」が歌唱し、イギリスのシングルチャートで16位となった。
ワールドカップ2015イングランド大会にちなみ、歌手Ella Eyreは、トゥイッケナム・スタジアムを舞台にして、イングランド代表選手たちも出演したミュージックビデオを発表している。

### 曲の由来
この曲は、1860年代後半に当時アメリカの黒人奴隷だったウォレス・ウィリス（Wallace Willis）と妻のミネルバ（Minerva Willis）によって作られた、同じ黒人奴隷への鎮魂歌であった。アメリカ奴隷制度下の当時、歌詞の中に即興で「奴隷たちがカナダへ逃亡する際に使っていた暗号」を含ませていたとする説もある。
アメリカ奴隷制度の廃止後、1894年に黒人グループ、スタンダード・カルテット（Standard Quartette）がこの曲を蝋管でリリース。1909年には黒人アカペラグループのフィスク・ジュビリー・シンガーズによってレコード化され、現代でもB.B.キング、エリック・クラプトン、ジョニー・キャッシュ、ビヨンセなど多くのミュージシャンによりカバーされている有名な曲である。

### 応援歌としての賛否
2020年、RFUによる禁止検討の発表を受け、元ラグビー選手のブライアン・ムーア（Brian Moore）とヘンリー王子も、この曲はラグビー場で歌われるべきではないと主張した。
これに対し、前述のマーティン・オフィア（Martin Offiah）は、「イングランドと他国のラグビーファンに、人種差別と黒人の歴史について教育する機会」としてこの曲は残すべきだと述べた。イギリスのボリス・ジョンソン首相も、使用禁止に反対意思を表明した。
かつて女子イングランド代表選手だった黒人のマギー・アルフォンシ（Maggie Alphonsi）は、「RFUが検討しているのは良いことだと思うが、禁止されるのには賛成できない」と述べた。
ワールドカップ2023（フランス大会）でも、イングランド代表が出場する試合会場で『Swing Low, Sweet Chariot』を観客たちが歌っている。
2024年10月、現役イングランド代表で黒人のマロ・イトジェは、以前は気楽に歌っていたが、この歌の起源の背景を理解したことにより、気持ちが変わったと述べ、「人々に何をすべきか、何をすべきでないかを言うつもりはないが、個人的にはもうこの歌は歌わない」と表明した。

## 主な大会
- プレミアシップ
- アングロ・ウェルシュカップ
- ナショナルトロフィー